# Vavřinec (district de Kutná Hora)
Pour les articles homonymes, voir Vavřinec.
Vavřinec (en allemand : Laurenz) est une commune du district de Kutná Hora, dans la région de Bohême-Centrale, en République tchèque. Sa population s'élevait à 548 habitants en 2020.

## Géographie
Vavřinec se trouve à 4 km au nord-ouest d'Uhlířské Janovice, à 17 km à l'ouest-sud-ouest de Kutná Hora et à 48 km à l'est-sud-est de Prague.
La commune est limitée par Zásmuky au nord-ouest, par Bečváry au nord, par Rašovice à l'est, par Uhlířské Janovice au sud, et par Skvrňov et Církvice à l'ouest.

## Histoire
La première mention écrite de la localité date de 1318.

## Administration
La commune se compose de trois quartiers :
- Vavřinec
- Chmeliště
- Žíšov

## Transports
Par la route, Vavřinec se trouve à 4,5 km d'Uhlířské Janovice, à 21 km de Kutná Hora et à 68 km de Prague.